# Les Infidèles (film, 1953)
Pour les articles homonymes, voir Les Infidèles.
Pour plus de détails, voir Fiche technique et Distribution.
Les Infidèles (titre original : Le infedeli) est un film italien réalisé par Mario Monicelli et Steno, sorti en 1953.
Cette comédie dramatique, produite par Carlo Ponti et Dino De Laurentiis, a pour principaux interprètes Gina Lollobrigida, May Britt, Pierre Cressoy, Tina Lattanzi, Carlo Romano et Irène Papas.

## Synopsis
Un jeune homme, se disant journaliste, est en réalité un personnage sans scrupules qui vit de chantage envers les femmes mondaines qui trompent leur mari. Mais la carrière de l'individu est brisée tragiquement par une de ses anciennes relations qui, révoltée par son cynisme, le tue froidement.

## Fiche technique
- Réalisateurs : Steno et Mario Monicelli
- Assistant réalisateur : Gillo Pontecorvo

## Distribution
- Gina Lollobrigida : Lulla Possenti
- Peut-Britt : Liliana Rogers
- Pierre Cressoy : Osvaldo Dal Prà
- Tina Lattanzi : Carla Bellaris
- Carlo Romano : Giovanni Azzali
- Irene Papas : Luisa Azzali
- Charles Fawcett : Henry Rogers
- Paolo Ferrara : le commissaire
- Giulio Calì : Cantagalli
- Margherita Bagni : la mère de Marisa
- Tania Weber : amie de Lulla
- Carlo Lamas : Carlo, l'amant de Luisa
- Marina Vlady : Marisa
- Anna Maria Ferrero : Cesarina